# Inclán Sport Club
El Inclán Sport Club es un club de fútbol peruano de la ciudad de Mollendo, provincia de Islay, departamento de Arequipa. Fue fundado en 1919 y actualmente participa en la Copa Perú.
Su rival tradicional es América Sport Club, el otro decano de la ciudad, con quien disputa el Clásico Mollendino

## Historia

### Fundación
Un día antes que se celebre el aniversario de la Independencia del Perú se fundó el Club Inclán. El 27 de julio de 1919, un grupo de muchachos de esa época, quienes llevados por el afán de hacer deporte, se reunieron en una esquina del populoso barrio Inclán y acordaron dar origen a esta entidad. Los fundadores de esta legendaria institución fueron Genaro Palma, Julio Morales, Francisco Carpio, Constantino Álvarez, Manuel Quiroz, Corcino Ponce, Teodocio Córdova, Emilio Valdivia, Teófilo Bedoya, Nicolás y Segundo Paredes, los cuales además de formar la primera junta directiva eran a la vez integrantes del primer equipo. El primer presidente del club fue Genaro Palma.
El primer local que tuvo el club fue la casa de la familia Pino. Socios y jugadores del club aportaban cuotas para comprar los uniformes en Arequipa, encargo que le daban al socio José Jara. Según acuerdo los colores oficiales serían el verde y blanco, dando así nacimiento a esta original casaquilla albiverde.

### Era amateur
La casaquilla verde y blanca del Inclán Sport Club ha sido defendida con honor y altura por un incontable número de jugadores, entre ellos podemos citar a Lino “Mawa” Carpio, Luis “Pechito” Valverde, Julio “Cholo” Valdez, los hermanos Lewis, Alejandro Prado, Héctor “Zeta” Valdivia, el "Cabezón" Eugenio Neyra, el “Tigre” Zegarra, Mario Chávez, Gleny Sosa, “Pike” Pinto, Eddy “Colloto” Quiroz, “Chuzo” Montoya, “Perruca” Pinto, Rómulo Rivera, Florentino Tejada, Óscar y Carlos Begazo, Hernán “Pichón” Vargas, Rómulo Rivera, Rafael Rojas, Arnaldo Oroz, Hugo “Gamarrita” Pinto, Marcelo Vizcarra, Juan “Frito” Pinto, entre otros.
El elenco de la casaquilla verde y blanca tuvo que esperar más de setenta años para poder coronarse campeón a nivel local y regional, manteniendo esta supremacía hasta 1995, año en que retornó a su liga de origen. En 1999 disputó el título regional ante el Sportivo Huracán, siendo derrotado en sendos cotejos. En este conjunto destacaron, entre otros jugadores, Paul Fuentes, Coby Sánchez y Wilfredo Begazo, delantero que defendió la casaquilla del FBC Aurora, Universitario de Deportes, FBC Melgar y la selección Sub-23 en 1994.

### Campañas en la Copa Perú
Es uno de los equipos más tradicionales de Mollendo, ya que cuenta con 100 años de vida institucional. Sin embargo, en los últimos años no se tenían muchas referencias de su paradero, aunque sí consiguió logros en el nivel distrital. El equipo participó en el 2009 en la Liga Superior de Arequipa, no obstante se retiró. En el 2010 no pasó de la etapa distrital, no obstante en el 2011 luego de coronarse campeón distrital, y provincial. Obtuvo su acceso a la Etapa Departamental en la cual rivalizó frente a White Star perdiendo 2-1 en el partido de vuelta en Arequipa, los "campas" ganaron la vuelta en Mollendo por 3-0 por lo cual forzó a un tercer encuentro disputado en el Estadio 9 de Noviembre de Camaná, el cual ganó 2-1, no obstante fue eliminado por el Deportivo Estrella en la siguiente ronda. Cabe destacar que dentro del equipo juega el sobrino del gran jugador peruano Nolberto Solano: Stewar David Solano.
En el 2011 luego de coronarse campeón distrital y provincial, accedió a la Etapa Departamental, donde jugó frente a White Star, en el partido de vuelta jugado en el Estadio Melgar, Inclán cayó 2-1 frente a casi 300 hinchas "campas" que se hicieron presentes en Arequipa, para el partido de vuelta, Inclán en el día de su aniversario Número 92 ganó 3-0 a White Star, con esto forzó un partido extra que se desarrolló en Camaná, con victoria a favor de Inclán, en la siguiente ronda, Inclán fue eliminado por Deportivo Estrella de Camaná, luego de empatar 1-1 en Mollendo, y perder  en Camaná.
En el 2012 lamentablemente no consiguió pasar a la etapa departamental.
En el 2015 fue subcapeon distrital
En 2016 fue campeón distrital de Mollendo y subcampeón provincial de Islay. Participó de la Etapa Departamental de Arequipa 2016 pero fue eliminado en primera fase por Escuela Municipal Binacional del distrito de Paucarpata.
En 2017 fue campeón distrital de Mollendo y subcampeón provincial de Islay. Fue eliminado en la primera fase de la Etapa Departamental de Arequipa 2017 por Cerrito Los Libres.
En 2024 llegó hasta la semifinal de la Etapa Provincial donde fue eliminado por Nacional FBC.

## Uniforme
- Uniforme titular: Camiseta a rayas verde y blanca, pantalón blanco, medias blancas.

### Indumentaria y Patrocinador
| Período         | Proveedor |
| --------------- | --------- |
| 2009-Actualidad | Lomas     |

| Período | Patrocinador |
| ------- | ------------ |
| 2009-   | Ninguno      |

## Palmarés

### Torneos regionales
| Competición regional                 | Títulos                                                     | Subcampeonatos                      |
| ------------------------------------ | ----------------------------------------------------------- | ----------------------------------- |
| Liga Departamental de Arequipa (1/1) | 1991.                                                       | 1999.                               |
| Liga Provincial de Islay (4/2)       | 1991, 1999, 2000, 2011.                                     | 2016, 2017.                         |
| Liga Distrital de Mollendo (10/6)    | 1957, 1974, 1979, 1991, 1999, 2001, 2004, 2011, 2016, 2017. | 2010, 2013, 2015, 2022, 2023, 2024. |